# Max 1800-tal
Max 1800-tal är en svensk historisk TV-serie, producerad av Utbildningsradion 2008–2009 med Max Landergård som programledare, där dokumentär och fiktion blandades.
Serien, som var en originalidé av TV-producenten Johan Romin, sändes på onsdagskvällarna under perioden 6 maj–17 juni 2009  och behandlar epoken 1800-talet, vilket här syftar på tiden mellan franska revolutionens utbrott år 1789 och första världskrigets utbrott 1914; en tidsperiod som också kallas för "det långa 1800-talet". I sju program skildrades epoken ur politisk, idéhistorisk, kulturell och vetenskaplig synvinkel.
I serien gestaltar programledaren Max Landergård över 30 stycken fiktiva och verkliga 1800-talskaraktärer, bland andra Doktor Jekyll, Phileas Fogg, William Morris och August Strindberg.
Serien riktade sig framför allt till ungdomar, och försökte förklara hur mycket av det som i dag (2009) tas för givet har sitt ursprung i epoken 1789–1914. Även om ämnen som ofta uppfattas som negativa också togs upp, så försökte serien tvätta bort mycket av den negativa stämpel som epoken fått under 1900-talet.

## Avsnitt och deras tema
1. "Jagets århundrade" (människan i samhället)
2. "Revolutionernas århundrade" (samhällsförändring)
3. "Kvinnans århundrade" (kvinnans roll i samhället)
4. "Uppfinningarnas århundrade" (uppfinningsexplosionen)
5. "Emigrationens århundrade" (migration)
6. "Rasismens århundrade" (rasism, rasteorier och nationalism)
7. "Nöjenas århundrade" (nöjen och kultur)

### Fotnoter
1. ↑  ”Arkiverade kopian”. Arkiverad från originalet den 10 maj 2009. https://web.archive.org/web/20090510083605/http://www.resume.se/nyheter/2009/05/07/dn-artikel-uppror-ur/index.xml. Läst 26 maj 2009.
2. ↑  ”Svensk mediedatabas”. http://smdb.kb.se/catalog/search?q=%22Max+1800-tal%22&sort=OLDEST. Läst 31 mars 2011.